# Valzer in mi minore KK IVa/15
Il Valzer in Mi minore op. KK IVa/15 è una composizione musicale per pianoforte scritta da Fryderyk Chopin nel 1830 e pubblicata postuma nel 1868.
La composizione fu scritta quasi certamente nei primi mesi del 1830 quando il musicista si trovava ancora a Varsavia, come egli stesso disse all'amico Tytus Woyciechowski in una lettera del 15 maggio. Anche se Chopin disse di averlo scritto "per passatempo", il valzer è comunque un brano raffinato, soprattutto da un punto di vista armonico, e si presenta come la migliore di questo tipo di composizioni del periodo giovanile.
Il valzer propone un'architettura simile a quella del Valzer in La Bemolle Maggiore op. 69 n. 1 (1835), ed è costruita secondo lo schema ABA; dopo un'Introduzione di otto battute, presenta una prima parte bitematica con ripresa, una seconda ancora bitematica, il trio in Mi maggiore e una ripresa scorciata della prima. Di fatto due valzer conglobati insieme. Nel primo valzer, a un tema leggero e aggraziato, fa riscontro un secondo all'inizio esitante, poi precipitoso, prima del ritorno del tema d'esordio (schema ABA). Il ritornello indica la ripetizione dell'intero valzer. Il valzer-trio apre con una frase che ricorda sonorità da carrillon musicale. Per un attimo se ne contrappone bruscamente una seconda. A breve distanza l'una si avvicenda più volte all'altra, come nel trio dell'op. 69. Di nuovo ritorna il valzer principale, ma solo con il primo tema, presto interrotto da una bruciante coda virtuosistica che si conclude con poderosi accordi. Chopin non mise alcuna indicazione agogica all'inizio del brano, va comunque detto che il termine Vivace, aggiunto successivamente dagli editori, può essere perfettamente accettato.
Il valzer, dal carattere brillante, viene spesso eseguito in concerto e ha avuto sempre successo fra il pubblico; tra gli studiosi i pareri sono stati discordanti, si passa dal giudizio entusiasta, in particolare per l'armonia, di Paul Hamburger a un'opinione un po' rigida del pianista Paul Badura-Skoda che non lo ritiene molto significativo.